# Unde fugi, maestre?
Unde fugi, maestre? este un film românesc din 1992 regizat de Bogdan Drăgulescu. Rolurile principale au fost interpretate de actorii Mircea Diaconu, Horațiu Mălăele, Petre Nicolae.

## Distribuție
Distribuția filmului este alcătuită din:
- Mircea Diaconu — Ion Fugaru
- Mihai Mereuță
- Gabriel Apostol
- Horațiu Mălăele
- Ștefan Sileanu
- Lili Nica Dumitrescu
- Corina Druc — Dochița
- Petre Nicolae